# We Live Again
We Live Again és una pel·lícula estatunidenca del 1934 dirigida per Rouben Mamoulian i protagonitzada per Anna Sten i Fredric March. La pel·lícula és una adaptació de la novel·la de Lev Tolstoi de 1899 Resurrecció (Voskraesénie). El guió va ser escrit per Maxwell Anderson amb contribucions d'una sèrie d'escriptors, inclosos Preston Sturges i Thornton Wilder.
El productor Samuel Goldwyn va fer la pel·lícula per mostrar l'actriu russa Anna Sten, el seu nou descobriment. Va ser Goldwyn qui va anomenar la pel·lícula "We Live Again", basant-se en la teoria que significava el mateix que "Resurrecció" i era més fàcil d'entendre. La primera adaptació cinematogràfica de la novel·la de Tolstoi va ser feta l'any 1909 per D. W. Griffith, i durava 10 minuts. Des de llavors s'han fet nombroses versions cinematogràfiques.

## Trama
El príncep rus Dmitri Nekhliudov (Fredric March) sedueix la jove innocent Katuixa Maslova (Anna Sten), serventa de les seves ties. Després de passar la nit junts a l'hivernacle, Dmitri se'n va l'endemà al matí, indignant Katusha en no deixar-li cap nota, només diners. Quan es queda embarassada, és acomiadada, i quan neix el nadó, mor i és enterrat sense batejar. Després, Katuixa va a Moscou, on cau en una vida de prostitució, pobresa i degradació.
Dmitri, ara compromès amb Missy (Jane Baxter), la filla del jutge ric, el príncep Kortxagin (C. Aubrey Smith), és cridat a ser jurat al tribunal de Kotxagin per a un judici per assassinat. El cas tracta d'un comerciant que ha estat assassinat, i Dmitri es sorprèn al veure que Katuixa és un dels acusats. El jurat considera que és culpable d'"haver donat la pólvora al comerciant Smerkov sense intenció de robar", però com que es van oblidar de dir sense intenció de matar, tot i que el jurat pretenia alliberar-la, el jutge la condemna a cinc anys de treballs forçats a Sibèria.
Sentint-se culpable d'haver abandonat Katusha anys abans, i amb ganes de redimir-la a ella ia ell mateix, el noble una vegada insensible intenta fer-la sortir de la presó. Fracassa en els seus esforços, així que torna a la presó per demanar a Katuixa que es casi amb ell. Ell fracassa en els seus esforços, així que torna a la presó per demanar-li a Katuixa que el perdoni i es casi, la qual cosa l'ajudaria a alliberar-la. Ella es nega, i està furiosa perquè l'hagi tornat a fer sentir novament. Els amics d'en Katuixa creuen que és una ximple per rebutjar-lo i mantenen l'esperança que torni a aparèixer. Dmitri allibera els seus serfs, trenca el seu compromís i segueix a Katusha fins a la frontera de Sibèria. Aquesta vegada anirà amb ella a Sibèria on junts, "tornaran a viure". Aquesta vegada l'accepta. Quan no es presenta el dia que s'han de transportar els presoners, Katusha perd l'esperança, però aleshores apareix a la frontera de Sibèria on els presoners estan sent processats: ha repartit la seva terra entre els seus servents i vol "viure de nou" amb el seu perdó, ajuda i amor.

## Repartiment
- Anna Sten com a Katuixa Maslova
- Fredric March com el príncep Dmitri Nekhlíudov
- Jane Baxter com a Missy Kortxagin
- C. Aubrey Smith com a Príncep Kortchagin
- Sam Jaffe com a Gregori Simonson
- Ethel Griffies com a tia Marie
- Gwendolyn Logan com a tia Sophia
- Jessie Ralph com a Matrona Pavlovna
- Leonid Kinskey com a Simon Kartinkin
- Dale Fuller com a Botxkova
- Morgan Wallace com El coronel
- Crauford Kent com a Schonbock
- Fritzi Ridgeway com a La pèl-roja

Notes de càsting:
- Samuel Goldwyn havia presentat Anna Sten, que esperava que es convertís en la "nova Garbo", a principis de 1934 a la pel·lícula Nana, després la va mostrar en aquesta pel·lícula i ho va tornar a provar el 1935 amb Nit nupcial. Cap de les tres pel·lícules va ser un èxit de taquilla, i Goldwyn va treure "The Passionate Peasant" del seu contracte.
- Aquesta va ser la primera pel·lícula d'Hollywood per a l'actriu anglesa Jane Baxter.[4]

## Producció
A diferència de moltes pel·lícules relacionades amb el sexe il·lícit fetes a la dècada de 1930, We Live Again, que tenia el títol provisional de "Resurrecció", va rebre l'aprovació dels censors a l'Oficina Hays. Joseph Breen va escriure a Will H. Hays: "Tot i que tracta d'una relació sexual i les seves conseqüències, la història s'ha tractat amb un èmfasi tan subtil en els valors morals del penediment i la retribució, com emergir amb una qualitat espiritual definida. Creiem que aquest quadre podria, de fet, servir de model per al tractament adequat de l'element del sexe il·lícit a les pel·lícules."
La pel·lícula va estar en producció del 12 de juny al 2 d'agost de 1934. L'estrena a Nova York va tenir lloc durant la setmana de l'1 de novembre d'aquell any, amb l'estrena general als Estats Units el 16 de novembre.
We Live Again va ser la tercera versió cinematogràfica de Resurrection en set anys. S'havia fet com a pel·lícula muda, sota el seu títol original, el 1927, i de nou sota el seu títol original, com a primer film parlat protagonitzat per John Boles el 1931. La història no s'ha convertit en una versió cinematogràfica en anglès des de We Live Again.

## Recepció
La pel·lícula va ser una decepció de taquilla.